# Römer

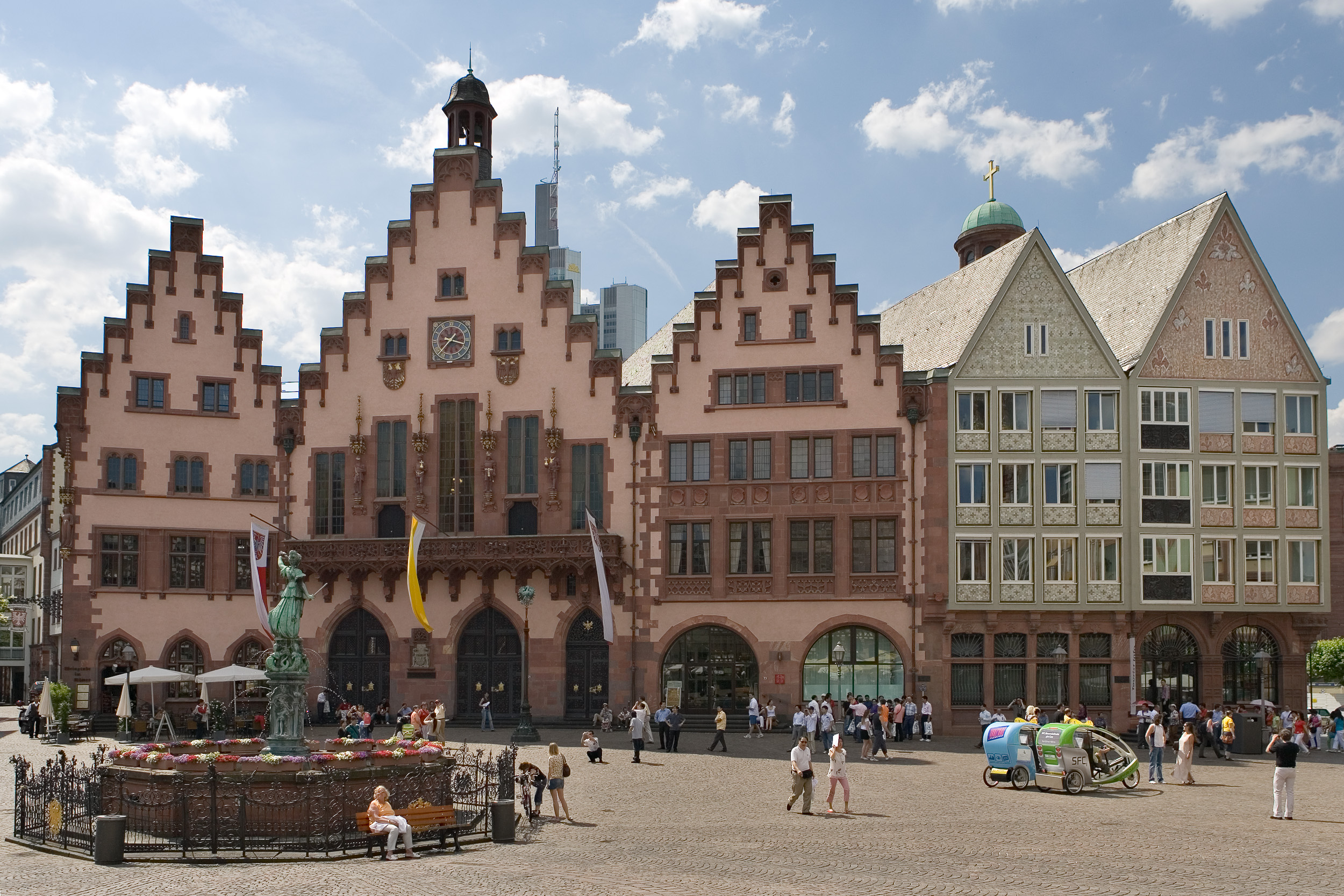
Römer: Tòa đô chính của Frankfurt am Main

Dãy nhà Römer (La Mã) từ 600 năm nay là tòa thị chính của thành phố Frankfurt am Main và với đầu hồi mái nhà hình bậc thang cũng là một biểu tượng của thành phố. Ngôi nhà giữa của ba căn nhà nguyên ngày xưa riêng biệt với nhau tại Quảng trường Römerberg thật ra mới là tòa thị chính. Khi bộ máy hành chính thành phố Frankfurt cần một tòa nhà mới, hội đồng thành phố đã mua hai căn nhà dân có tên là Römer (La Mã) và Goldner Schwan (Thiên nga vàng) vào ngày 11 tháng 3 năm 1405 và dời trụ sở về đấy, ngay trong trung tâm của thành phố thời đấy. Mặc dầu đã có nhiều nghiên cứu trong lịch sử nhưng cho đến nay vẫn chưa rõ tạo sao tòa thị chính lại mang tên là "Römer".
Do phần lớn các cuộc lựa chọn bầu vua và đăng quang hoàng đế từ đầu thời Trung cổ cho đến khi đế quốc La Mã thần thánh chấm dứt năm 1806 đều được tiến hành tại nơi đây, tòa nhà Römer là một trong những tòa nhà nổi bật nhất trong lịch sử Đức. Tuy bị phá hủy nặng nề trong Chiến tranh thế giới thứ hai và do vậy mà trang trí nội thất chủ yếu là từ thời sau chiến tranh nhưng Römer vẫn là một trong các công trình xây dựng phi tôn giáo quan trọng nhất thời Gothic. Thế nhưng tòa nhà này không phải là viện bảo tàng và vẫn được thành phố sử dụng cho nhiều mục đích khác nhau, thí dụ như là phòng đăng ký kết hôn trong lầu một và lầu hai của nhà Löwenstein.

## Kiến trúc
Toàn bộ khu nhà ba tầng này chiếm một diện tích vào khoảng 10.000 m², bao gồm 9 căn nhà liền nhau và có 6 sân trong. Mặt ngoài với cổng chính nhìn ra Quảng trường Römerberg.

### Mặt ngoài

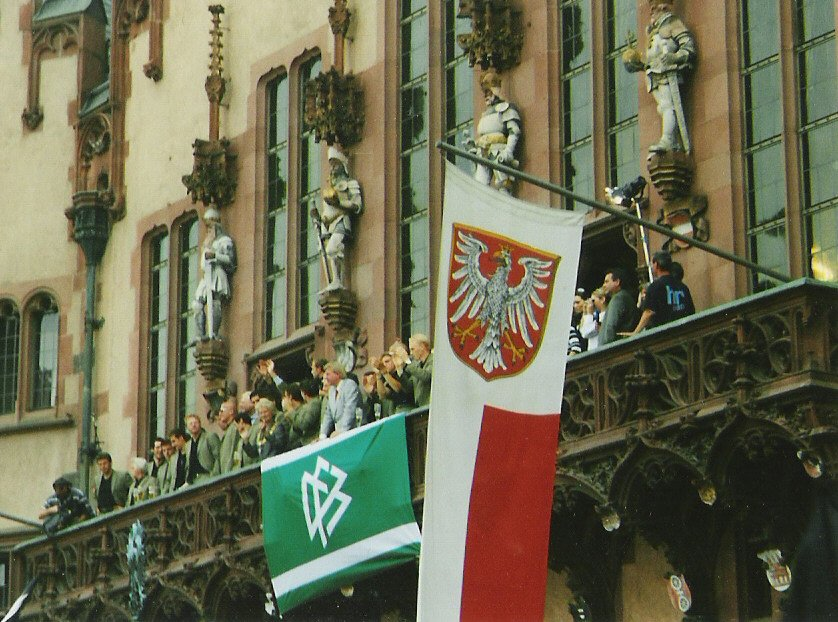
Ban công nhà Römer

Mặt ngoài có mái nhà với đầu hồi bậc thang nổi tiếng phản ánh lịch sử của thành phố và của đế quốc La Mã thần thánh. Ở góc trái của Alt-Limpurg là tượng Franfurtia, hình tượng của thành phố. Ở ngôi nhà giữa Römer là tượng của 4 vị hoàng đế, 2 huy hiệu của thành phố, đồng hồ và một bảng thông tin về ngôi nhà. Bốn vị hoàng đế đó là Friedrich Barbarossa, vị vua đầu tiên được bầu tại Frankfurt (1152), Ludwig người Bayern, người đã cho phép mở rộng thành phố và mở rộng quyền tổ chức hội chợ (1330), Karl IV, người với Sắc lệnh Vàng xác nhận Frankfurt là nơi bầu hoàng đế (1356) và Maximilian II, hoàng đế đầu tiên đăng quang trong Nhà thờ lớn Frankfurt (1562).
Cũng như mặt ngoài kiểu Tân Gothic, ban công cũng chỉ được xây trong đợt cải tạo năm 1900. Ngày nay cũng như trong lịch sử, ban công này là một bục danh dự, thí dụ như cho đội nữ bóng đá Đức vô địch thế giới năm 2003 hay cho đội bóng đá nam năm 2002 (chung kết vô địch bóng đá thế giới).
Sau Chiến tranh thế giới thứ hai, mặt ngoài hai căn nhà phía đông bắc Frauenstein và Salzhaus đã được tạo dáng khác đi. Các kiến trúc sư đã phác thảo một mặt ngoài hiện đại tuy vẫn giữ nguyên vẹn kích thước trong lịch sử. Họ đã chấp nhận sự sụp đổ của khu phố cổ lịch sử và cố tình chọn một bước khởi đầu mới. Tượng trưng cho sự chọn lựa này là bức tranh khảm chim phượng hoàng tái sinh từ tro tàn. Ba bảng khắc nổi còn lại của ngôi nhà Salzhaus được tích hợp vào mặt ngoài để khách tham quan nhận thấy được sự mất mát ngay trước mắt.

### Đại sảnh

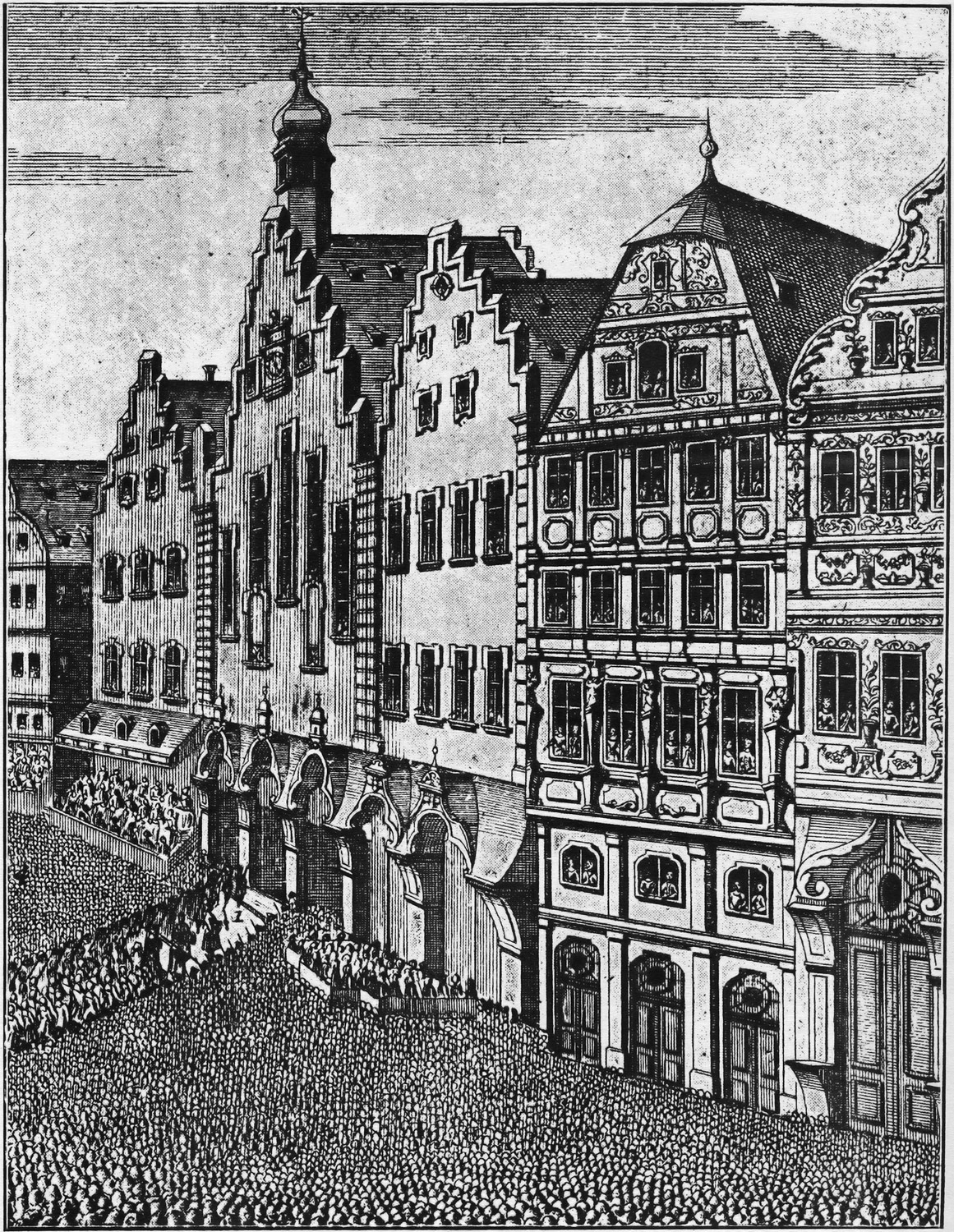
Römer lúc Hoàng đế Karl VII làm lễ đăng quang 1742

Hai căn đại sảnh Römerhalle và Schwanenhalle nằm trong tầng trệt của hai căn nhà Römer và Schwanenhalle là các căn phòng lâu đời nhất vẫn còn bảo toàn được của toàn bộ khu nhà Römer và ngày nay có thể trực tiếp đi vào thông qua cổng chính ở mặt nhìn ra Quảng trường Römerberg. Hai phòng này đã gần như không thay đổi 600 năm nay. Trong nhiều thế kỷ nơi đây là nơi trưng bày hàng hóa hội chợ, đặc biệt là hàng hóa của thợ vàng và thợ bạc. Mãi đến năm 1846 gian hàng cuối cùng mới được tháo gỡ. Ngay sau Chiến tranh thế giới thứ hai, chúng cũng được sử dụng cho mục đích này do hai căn đại sảnh đồ sộ vững chắc này gần như không bị hư hại trong chiến tranh.
Đại sảnh nổi tiếng nhất của Römer chính là Kaisersaal (Đại sảnh Hoàng đế) phía trên Römerhalle trong tầng hai. Từ năm 1612, lễ đại tiệc sau khi hoàng đế đăng quang được tổ chức tại đây. Ngày nay căn phòng này nổi tiếng đặc biệt là vì có các bức tranh của tất cả 52 vị hoàng đế La Mã thần thánh. Đây là bộ sưu tập duy nhất loại này. Các tác phẩm được sáng tác bởi nhiều nghệ nhân khác nhau trong thời gian từ 1838 đến 1853, trong số đó là Phillip Veit, Alfred Rethel và Eduard von Steinle.
Vào ngày 22 tháng 3 năm 1892 bức tượng của Hoàng đế Đế chế Đức Wilhelm I được bỏ màn khánh thành tại đây. Tác phẩm của nhà điêu khắc Gustav Kaupert đã trở thành nạn nhân của bom trong Chiến tranh thế giới thứ hai.